# Ranunculus auricomus
Il ranuncolo botton d'oro (Ranunculus auricomus L., 1753) è una pianta appartenente alla famiglia delle Ranunculaceae.

## Etimologia
Il nome generico (Ranunculus), passando per il latino, deriva dal greco Batrachion, e significa “rana” (è Plinio scrittore e naturalista latino, che c'informa di questa etimologia) in quanto molte specie di questo genere prediligono le zone umide, ombrose e paludose, habitat naturale degli anfibi.

L'epiteto specifico (auricomus) deriva dalla lingua latina (aurum=oro e coma=chioma) e si riferisce probabilmente al colore dorato dei petali del fiore.

Il binomio scientifico attualmente accettato (Ranunculus auricomus) è stato proposto da Carl von Linné (1707 – 1778), biologo e scrittore svedese, considerato il padre della moderna classificazione scientifica degli organismi viventi, nella pubblicazione Species Plantarum del 1753.

## Descrizione

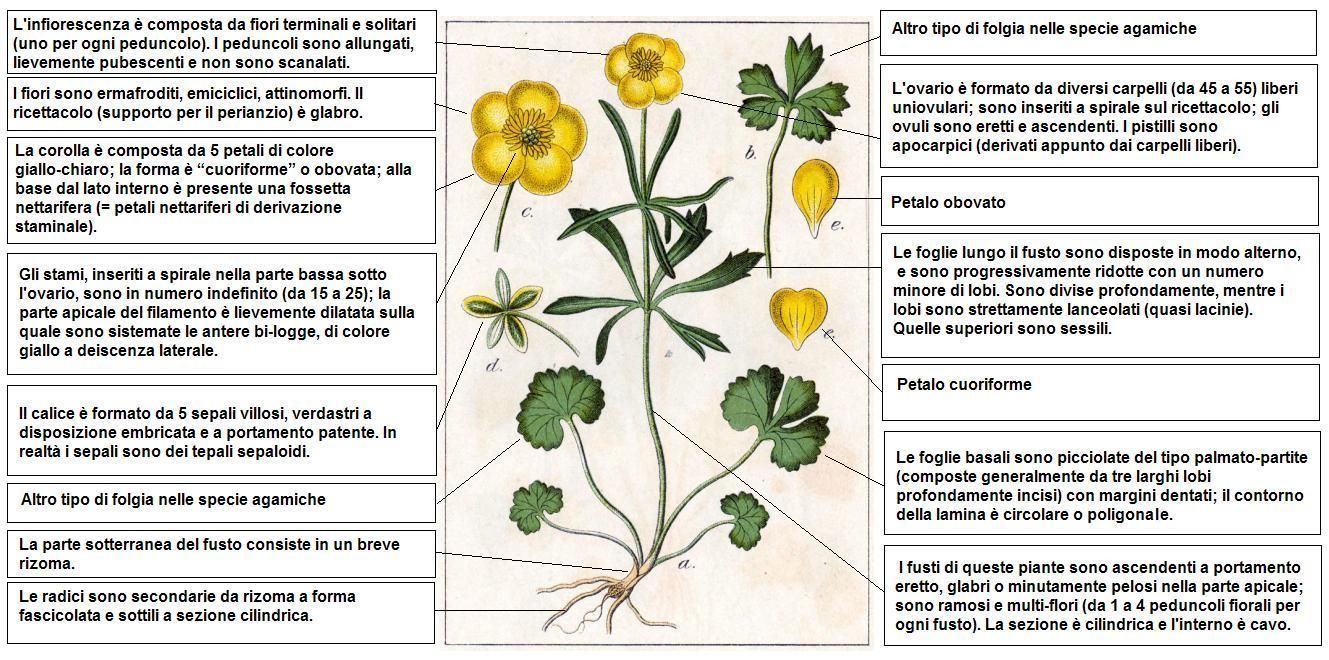
Descrizione delle parti della pianta

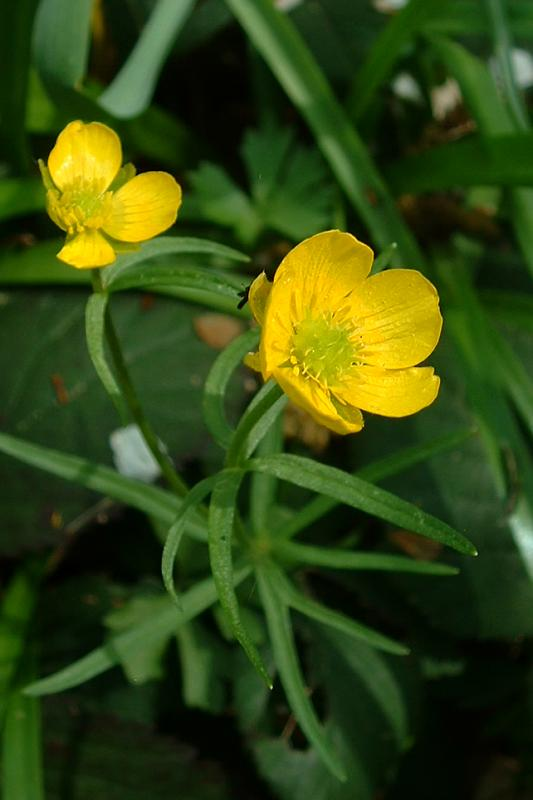
Il portamento

Sono piante perenni, erbacee terrestri la cui altezza media oscilla tra 20 e 60 cm. Da un punto di vista biologico sono definite emicriptofite scapose (H scap), ossia piante con gemme svernanti al livello del suolo e protette dalla lettiera o dalla neve. Questi vegetali sono fondamentalmente glabri e privi di cellule oleifere.

### Radici
Le radici sono secondarie da rizoma (mai tuberose) a forma fascicolata e sottili a sezione cilindrica e di colore scuro. Lunghezza delle radici: 15 – 40 mm. Spessore delle radici: 0,2 – 0,6 mm.

### Fusto
- Parte ipogea: la parte sotterranea consiste in un breve rizoma.
- Parte epigea: i fusti di queste piante sono ascendenti a portamento eretto, glabri o minutamente pelosi nella parte apicale; sono ramosi e multi-flori (da 1 a 4 peduncoli fiorali per ogni fusto). La sezione è cilindrica e l'interno è cavo.

### Foglie

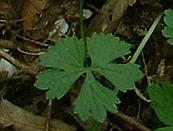
La foglia basale

- Foglie basali: le foglie basali sono picciolate del tipo palmato-partite (composte generalmente da tre-cinque larghi lobi profondamente incisi) con margini dentati; il contorno della lamina è circolare o poligonale. Dimensioni delle foglie: larghezza 1,6 – 4,6 cm; lunghezza 1,2 – 2,8 cm.
- Foglie cauline: le foglie superiori lungo il fusto sono disposte in modo alterno, senza stipole e sono progressivamente ridotte (anche i piccioli sono più brevi) con un numero minore di lobi. Anche le foglie cauline sono divise profondamente, mentre i lobi sono strettamente lanceolati (quasi lacinie). Quelle superiori sono sessili.

Il colore delle foglie è verde scuro e la superficie è quasi opaca.

### Infiorescenza
L'infiorescenza è composta da fiori terminali e solitari (uno per ogni peduncolo). I peduncoli sono allungati, lievemente pubescenti e non sono scanalati.

### Fiore

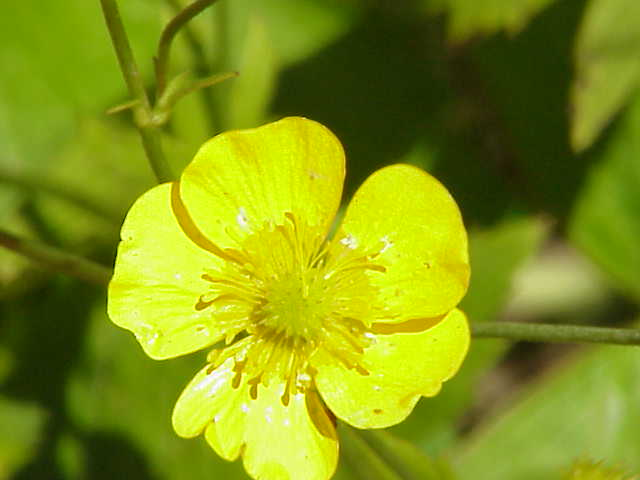
Il fiore

I fiori sono ermafroditi, emiciclici, attinomorfi. I fiori sono di tipo molto arcaico anche se il perianzio(o anche più esattamente il perigonio) di questo fiore è derivato dal perianzio di tipo diploclamidato (tipico dei fiori più evoluti), formato cioè da due verticilli ben distinti e specifici: sepali e petali. Il ricettacolo (supporto per il perianzio) è glabro. Diametro dei fiori: 10 – 30 mm.
- Formula fiorale: per queste piante viene indicata la seguente formula fiorale:

* K 5, C 5, A molti, G 1-molti  (supero), achenio
- Calice: il calice è formato da 5 sepali villosi, verdastri a disposizione embricata e a portamento patente. In realtà i sepali sono dei tepali sepaloidi[6]. Dimensione dei sepali: larghezza 2,5 – 4 mm; lunghezza 4 – 7 mm.
- Corolla: la corolla è composta da 5 petali di colore giallo-chiaro; la forma è “cuoriforme” o obovata; alla base dal lato interno è presente una fossetta nettarifera (= petali nettariferi di derivazione staminale). In effetti anche i petali della corolla non sono dei veri e propri petali: potrebbero essere definiti come elementi del perianzio a funzione vessillifera[7]. Dimensione dei petali: larghezza 7 mm; lunghezza 10 mm.
- Androceo: gli stami, inseriti a spirale nella parte bassa sotto l'ovario, sono in numero indefinito (mediamente una ventina) e comunque più brevi dei sepali e dei petali; la parte apicale del filamento è lievemente dilatata sulla quale sono sistemate le antere bi-logge, di colore giallo a deiscenza laterale. Al momento dell'apertura del fiore le antere sono ripiegate verso l'interno, ma subito dopo, tramite una torsione, le antere si proiettano verso l'esterno per scaricare così il polline lontano dal proprio gineceo evitando così l'autoimpollinazione. Il polline è tricolpato (caratteristica tipica delle Dicotiledoni).
- Gineceo: l'ovario è formato da diversi carpelli (oltre 40) liberi uniovulari; sono inseriti a spirale sul ricettacolo; gli ovuli sono eretti e ascendenti. I pistilli sono apocarpici (derivati appunto dai carpelli liberi).
- Fioritura: da marzo a giugno.

### Frutti
I frutti (un aggregato poliachenio) sono degli acheni indeiscenti, pubescenti a forma discoide (compressi ai lati); sono molto numerosi e con un piccolo becco (o rostro) apicale lungo meno di ¼ dell'achenio (= achenio a becco breve); il rostro è fondamentalmente dritto o lievemente ricurvo, ma non uncinato oppure sub-uncinato. Ogni achenio contiene un solo seme. Insieme formano una testa sferica posta all'apice del peduncolo fiorale. Dimensione dell'aggregato: 5 – 8 x 5 – 6 mm. Lunghezza degli acheni: 2 – 2,5 mm. Lunghezza del becco: 0,2 – 0,5 mm.

## Riproduzione
La riproduzione di questa pianta avviene per via sessuata grazie all'impollinazione degli insetti pronubi (soprattutto api) in quanto è una pianta provvista di nettare (impollinazione entomogama). La dispersione dei semi è prevalentemente di tipo zoocoria.

## Distribuzione e habitat
- Geoelemento: il tipo corologico (area di origine) è Eurasiatico, o più specificatamente Euro – Siberiano.
- Distribuzione: in Italia questa specie è presente  nelle Alpi (escluse le province di TO, VC, NO, BG e BS). È presente anche sui ripiani carsici del parco d'Abruzzo, delle Marche e dell'Umbria e sulla Sila. Nelle altre zone alpine si trova in Francia (dipartimenti di Alpes-de-Haute-Provence, Hautes-Alpes, Alpes-Maritimes, Isère e Alta Savoia), in Svizzera (cantoni di Berna, Vallese e Grigioni) in Austria (in tutti i Länder) e in Slovenia.

Negli altri rilievi europei si trova nei Pirenei, Massiccio Centrale, Massiccio del Giura, Vosgi, Foresta Nera, Alpi Dinariche, Monti Balcani e Carpazi. Fuori dall'Europa si trova nell'Asia temperata e nel Nord America.
- Habitat: l'habitat tipico di queste piante sono i boschi di latifoglie, ossia i carpineti, i querceti mesofili, i betuleti e i castagneti; ma anche i prati umidi.

Il substrato preferito è sia calcareo che siliceo con pH neutro e valori nutrizionali medi del terreno che deve essere mediamente umido.
- Distribuzione altitudinale: sui rilievi queste piante si possono trovare fino a 1200 m s.l.m.; frequentano quindi i seguenti piani vegetazionali: collinare e montano.

### Fitosociologia
Dal punto di vista fitosociologico la specie di questa voce appartiene alla seguente comunità vegetale:
Formazione: delle comunità forestali
Classe: Carpino-Fagetea
Ordine: Fagetalia sylvaticae
Alleanza: Carpinion betuli

## Tassonomia
Il genere Ranunculus è un gruppo molto numeroso di piante comprendente oltre 400 specie originarie delle zone temperate e fredde del globo, delle quali quasi un centinaio appartengono alla flora spontanea italiana. La famiglia delle Ranunculaceae invece comprende oltre 2500 specie distribuite su 58 generi.
Le specie spontanee della nostra flora sono suddivise in tre sezioni (suddivisione a carattere pratico in uso presso gli orticoltori organizzata in base al colore della corolla): Xanthoranunculus – Batrachium – Leucoranunculus. La specie Ranunculus auricomus appartiene alla prima sezione (Xanthoranunculus) caratterizzata dall'avere la corolla gialla. Un'altra suddivisione, che prende in considerazione caratteristiche morfologiche ed anatomiche più consistenti, è quella che divide il genere in due sottogeneri (o subgeneri), assegnando il Ranunculus auricomus al subgenere Ranunculus, caratterizzato da piante con fusti eretti (e quindi forniti di tessuti di sostegno), peduncoli dell'infiorescenza eretti alla fruttificazione, lamina fogliare ben sviluppata e petali gialli (o bianchi).
Il numero cromosomico di R. auricomus è: 2n = 32 (16).
Questa specie è a capo di un gruppo (Gruppo di Ranunculus auricomus) apomittico (ossia con riproduzione agamica e meiosi irregolare). Le specie di questo gruppo hanno in genere dei caratteri morfologici poco evidenti ma in compenso molto persistenti. Questi caratteri inoltre sono molto legati all'areale proprio di ogni specie: ogni carattere individua una stretta zona geografica e viceversa. In Europa sono state descritte oltre 300 agamospecie distribuite soprattutto nel nord Europa. In Italia, questo gruppo è presente solo nelle Alpi, per cui le varietà sono meno numerose (una quindicina di individui in tutto). Alcuni sottogruppi si conoscono tramite un'unica popolazione e quindi possono essere considerati quasi endemici.
Qui di seguito viene presentato un elenco (con chiave analitica semplificata) delle specie italiane appartenenti al Gruppo di Ranunculus auricomus in base allo studio condotto da Pignatti nel 1976. L'elemento più importante per un primo raggruppamento di queste sottospecie è la forma delle foglie basali (vedi figura foglie).

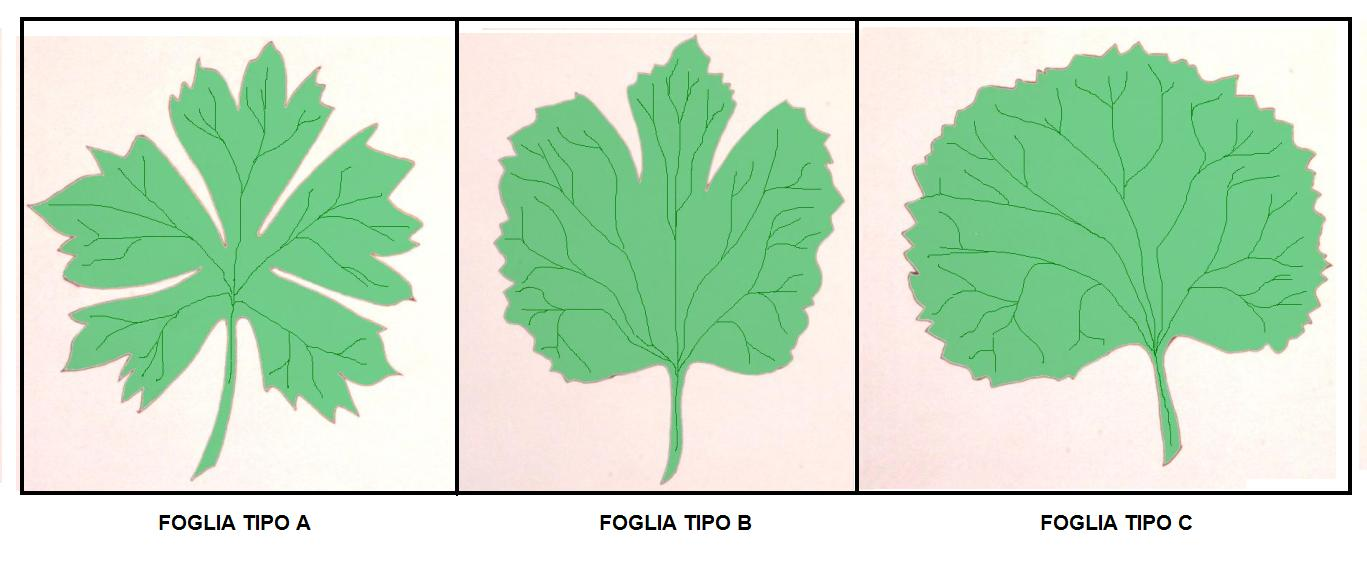

- Primo gruppo: la lamina delle foglie basali è profondamente divisa di tipo palmato-partita fino e oltre i 2/3 del raggio della foglia e in 3 - 5 lobi a sua volta lobati (figura A);

Specie principale: R. auricomus (vedi descrizione più sopra).
Altre specie:
- Gruppo 1A: i lobi della foglia sono 3 (i lobi laterali sono parzialmente suddivisi):

R. palaeoeuganeus Pign. - habitat: boschi di latifoglie (querceti in pianura e collina); distribuzione: dal Basso Friuli fino ai Colli Euganei e Berici.
- Gruppo 1B: i lobi della foglia sono generalmente 5;

- Gruppo 2A: il lobo centrale è largo quanto è lungo;

R. ligusticus Pign. - i bordi dei denti delle foglie sono retti; distribuzione: Liguria (Monte Antola).
R. augustanus Pign. - i bordi dei denti delle foglie sono curvi; habitat: boschi; distribuzione: Piemonte e Val d'Aosta.
- Gruppo 2B: il lobo centrale è lungo più o meno il doppio della larghezza;

R. luminarius Rigo – le foglie superiori sono lunghe 8 volte la larghezza e sono prive di denti; habitat: cespuglietti; distribuzione: Veneto – Trentino-Alto Adige (Monte Baldo).
R. marsicus Guss. & Ten. - le foglie superiori sono lunghe 13 volte la larghezza con almeno un dente; habitat: prati umidi; distribuzione: Abruzzo.
- Secondo gruppo: la lamina delle foglie basali è meno profondamente divisa (meno dei 2/3 del raggio della foglia) in tre lobi; quelli laterali sono allargati mentre quello centrale ha i bordi più o meno paralleli (figura B); le foglie cauline sono 9 – 15 volte più lunghe che larghe; il perianzio generalmente è formato dai soli sepali (i petali in queste specie sono ridotti);

Specie principale: R. fallax (Wimmer & Grab.) Kerner – Ranuncolo incerto: distribuzione: Alpi e Appennini fino in Calabria; distribuzione altitudinale: 0 – 1500 m s.l.m.; tipo corologico Centro-Europeo.
Altre specie:
- Gruppo 1A: il becco degli acheni è lungo 1/6 del frutto;

R. insubricus Pign. - la lamina delle foglie è divisa in 5 – 9 lobi; distribuzione: Prealpi Lombarde.
R. silanus Pign. - la lamina delle foglie è divisa in 3 – 5 lobi; distribuzione: Calabria (Sila).
- Gruppo 1B: il becco degli acheni è lungo 1/3 del frutto;

- Gruppo 2A: la base delle foglie radicali è tronca e la pianta in genere si presenta abbastanza robusta;

R. boreoapenninus Pign. - habitat: prati umidi e boscaglie; distribuzione: Appennino Settentrionale.
- Gruppo 2B: il “sinus basale” (la zona d'inserzione del gambo alla base della foglia) è profondo, mentre la pianta è piuttosto gracile;

R. gortanii Pign. - habitat: boschi (relitti) di quercia e carpino; distribuzione: pianura Friulana.
R. aesontinus Pign. - habitat: prati umidi e canali; distribuzione: colli friulani (dal Natisone all'Isonzo).
- Terzo gruppo: la lamina delle foglie basali è quasi intera (e comunque divisa su meno di 2/3 del raggio della foglia), reniforme e con margini dentellati (figura C); le foglie cauline sono 5 – 7 volte più lunghe che larghe; i petali in genere sono ben sviluppati;

Specie principale: R. cassubicus L. – Ranuncolo polacco: distribuzione: Alpi orientali; distribuzione altitudinale: 500 – 2200 m s.l.m.; tipo corologico Eurasiatico.
Altre specie:
- Gruppo 1A: i lobi delle foglie radicali sono molto ottusi (oltre 120°); il becco degli acheni è lungo 1/5 del totale;

R. pospichalii Pign. - habitat: boscaglie dirupate; distribuzione: Friuli-Venezia Giulia (San Canzian d'Isonzo al confine con la Slovenia).
- Gruppo 1B: i lobi delle foglie radicali sono molto acuti o arrotondati; il becco degli acheni è lungo 1/3 del totale;

R. allemannii Br.-Bl. - habitat: prati umidi; distribuzione: Lombardia (Bormio).
R. wraberi Pign. - habitat: faggete; distribuzione:  Friuli-Venezia Giulia (Gorizia, verso il monte Nanos in Slovenia).
- Gruppo 2A: le lacinie delle foglie cauline sono 9 volte più lunghe che larghe e i bordi sono interi;

R. mutinensis Pign. - i fusti sono privi delle fibre radicali e i primi fiori sono privi di petali; habitat: boschi di querce; distribuzione: Emilia-Romagna (Modena).
R. gardenensis Pign. - i fusti sono provvisti di fibre radicali e i petali sono sempre presenti; habitat: prati umidi; distribuzione: Trentino-Alto Adige (Ortisei).
- Gruppo 2B: le lacinie delle foglie cauline sono 6 volte più lunghe che larghe e i bordi sono dentati;

R. braun-blanquetii Pign. - habitat: boschi di latifoglie; distribuzione: Veneto – Trentino Alto Adige (Monte Baldo).
Studi più recenti hanno permesso di migliorare la conoscenza di questo gruppo botanico nella zona del Monte Baldo. Da questa ricerca risulta che alcune nuove specie si sono stanziate nel Trentino:
- R. allemannii Br.-Bl. - nova specie individuata in due località
- R. braun-blanquetii Pign. - già presente
- R. palaeoeuganeus Pign. - già presente
- R. prosseri – nuova specie individuata in due località

L'autore si rammarica che quasi tutte queste specie sono minacciate di estinzione ”a causa del piccolo numero di popolazioni e dal modesto numero di individui per popolazione”.
Un interessante studio è stato fatto su alcune popolazione dell'Europa centrale per stabilire “il grado di parentela” tra i due principali morfotipi: R. auricomus e R. cassubicus. Come conclusione gli autori propongono una “classificazione separata” per queste due specie viste anche le distanze genetiche di oltre 900.000 anni tra le due specie.
L'elenco che segue indica alcune specie europee appartenenti al Gruppo di Ranunculus auricomus ma non presenti sul territorio italiano:
- Ranunculus carpaticola Soó
- Ranunculus cassubicifolius W. Koch
- Ranunculus gratiosus Brodtbeck (1998)
- Ranunculus hungaricus Soó
- Ranunculus lingulatus Brodtbeck (1998)
- Ranunculus notabilis Hörandl & Guterm.
- Ranunculus pseudopsis Jordan (1860)
- Ranunculus sphinx Brodtbeck (1998)
- Ranunculus variifolius Salisb. (1796)

### Variabilità
Nell'elenco che segue sono indicate alcune sottospecie. L'elenco può non essere completo e alcuni nominativi sono considerati da altri autori dei sinonimi della specie principale o anche di altre specie o semplicemente possono essere considerate delle “agamospecie” (vedi sopra):

#### Sottospecie
- R. auricomus subsp. alnetorum Engel (1968)
- R. auricomus subsp. alsaticus W. Koch (1934)
- R. auricomus subsp. angustisectus Marklund (1961)
- R. auricomus subsp. apheles Marklund (1961)
- R. auricomus subsp. argoviensis  W. Koch (1939)
- R. auricomus subsp. ascendens Engel (1968)
- R. auricomus subsp. boecheri Fagerström & G. Kvist
- R. auricomus subsp. brunnescens Marklund (1961)
- R. auricomus subsp. carlittensis (Sennen) J. Molero, J. Pujadas & A.M. Romo (1988)
- R. auricomus subsp. circinans Julin (1963)
- R. auricomus subsp. constans Haas (1962)
- R. auricomus subsp. distentilobus Engel (1968)
- R. auricomus subsp. envalirensis (Sennen) J. Molero, J. Pujadas & A.M. Romo (1988)
- R. auricomus subsp. glabratus (Lynge) Fagerström & G. Kvist
- R. auricomus subsp. glechomoides Hylander
- R. auricomus subsp. hartzii Fagerström & G. Kvist
- R. auricomus subsp. hemicyclodon Julin (1963)
- R. auricomus subsp. hevellus Hulsen
- R. auricomus subsp. leptomeris Haas (1962)
- R. auricomus subsp. lucorum Engel (1968)
- R. auricomus subsp. marklundii Julin (1963)
- R. auricomus subsp. megalodontoides Julin (1965)
- R. auricomus subsp. modestipilosus Julin (1963)
- R. auricomus subsp. nicklesii Engel (1968)
- R. auricomus subsp. obtusulus Marklund (1961)
- R. auricomus subsp. opimus O. Schwarz (1949)
- R. auricomus subsp. phragmiteti Haas (1962)
- R. auricomus subsp. pseudopimus O. Schwarz (1949)
- R. auricomus subsp. pseudopsis (Jordan) P. Fourn. (1928)
- R. auricomus subsp. pseudovertumnalis Haas (1954)
- R. auricomus subsp. puberulus W. Koch (1933)
- R. auricomus subsp. stenoschistus Marklund (1961)
- R. auricomus subsp. subfirmicaulis Marklund (1961)
- R. auricomus subsp. symmetrus Marklund (1961)
- R. auricomus subsp. zaplatys Julin (1965)

#### Varietà
- R. auricomus var. carlittensis Sennen (1936)
- R. auricomus var. envalirensis Sennen (1936)
- R. auricomus var. fallax Wimmer & Grab. (1829)
- R. auricomus var. glabratus Lynge

### Sinonimi
Questa entità ha avuto nel tempo diverse nomenclature. L'elenco che segue indica alcuni tra i sinonimi più frequenti:
- Ranunculus affinis R.Br. - sinonimo di R. auricomus var. glabratus
- Ranunculus alnetorum Walo Koch (1939)
- Ranunculus apheles (Marklund) S. Ericsson (1992) - sinonimo di R. auricomus subsp. apheles
- Ranunculus aurigeranus H. & A. Marcailhou d'Ayméric (1900)
- Ranunculus biformis Walo Koch (1933)
- Ranunculus binatus Kit.
- Ranunculus brunnescens (Marklund) S. Ericsson (1992) - sinonimo di R. auricomus subsp. brunnescens
- Ranunculus circinans (Julin) S. Ericsson (1992) - sinonimo di R. auricomus subsp. circinans
- Ranunculus distentilobus (Engel) S. Ericsson (1992) - sinonimo di R. auricomus subsp. distentilobus
- Ranunculus glechomoides (Hyl.) S. Ericsson (1992) - sinonimo di R. auricomus subsp. glechomoides
- Ranunculus hemicyclodon (Julin) S. Ericsson (1992) - sinonimo di R. auricomus subsp. hemicyclodon
- Ranunculus megalodontoides (Julin) S. Ericsson (1992) - sinonimo di R. auricomus subsp. megalodontoides
- Ranunculus modestipilosus (Julin) S. Ericsson (1992) - sinonimo di R. auricomus subsp. modestipilosus
- Ranunculus stenoschistus (Marklund) S. Ericsson (1992) - sinonimo di R. auricomus subsp. stenoschistus
- Ranunculus symmetrus (Marklund) S. Ericsson (1992) - sinonimo di R. auricomus subsp. symmetrus

## Usi
Queste piante contengono l'anemonina; una sostanza particolarmente tossica per animali e uomini. Infatti gli erbivori brucano le foglie di queste piante con molta difficoltà e solamente dopo una buona essiccazione (erba affienata) che fa evaporare le sostanze più pericolose. Anche le api evitano di bottinare il nettare dei “ranuncoli”. Sulla pelle umana queste piante possono creare delle vesciche (dermatite); mentre sulla bocca possono provocare intenso dolore e bruciore alle mucose.